# Cryptopalpus nigricornis
Cryptopalpus nigricornis là một loài ruồi trong họ Tachinidae.